# Catostomus santaanae
Catostomus santaanae es una especie de peces de la familia Catostomidae en el orden de los Cypriniformes.

## Morfología
- Los machos pueden llegar alcanzar los 25 cm de longitud total.[2][3]

## Distribución geográfica
Se encuentran en Norteamérica: sur de California.